# Tai-volkeren
De term Tai-volkeren verwijst naar de populatie van afstammelingen van sprekers van een gemeenschappelijke Tai-taal, inclusief subpopulaties die geen Taitaal meer spreken. Er zijn in totaal ongeveer 93 miljoen mensen van Tai-afkomst over de hele wereld, met als grootste etnische groepen de Dai, Thais, Isan, Tai Yai, Lao, Ahom en Noord-Thaise volkeren.
De Tai zijn verspreid over een groot deel van Zuid-China en het vasteland van Zuidoost-Azië, met enkele (bijv Ahom, Khamti, Tai Phake) in delen van Noordoost-India. Tai-volkeren zijn zowel cultureel als genetisch zeer vergelijkbaar en worden daarom voornamelijk geïdentificeerd door middel van hun taal.

## Namen
Sprekers van de vele talen in de Tai-tak van de Tai-Kadai-taalfamilie zijn verspreid over veel landen in Zuid-China, Indochina en Noordoost-India. Het is niet verwonderlijk dat er veel termen worden gebruikt om de verschillende Tai-volkeren van deze regio's te beschrijven.
Volgens Michel Ferlus zouden de etnoniemen Tai/Thai (of Tay/Thay) zijn geëvolueerd van het etymon *k(ə)ri: 'menselijk wezen' via de volgende keten: kəri: > k:li: > kədi:/kədaj (- l- > -d- verschuiving in gespannen lettergrepen en waarschijnlijke diftongering van -i: > -aj). Dit veranderde op zijn beurt in di:/daj (presyllabische truncatie en waarschijnlijke diftongering -i: > -aj). En toen naar *dajA (Proto-Zuidwestelijk Tai) > tʰajA2 (in het Siamees en Lao) of > tajA2 (in de andere Zuidwestelijke en Centrale Tai-talen door Li Fang-Kuei). Het werk van Michel Ferlus is gebaseerd op enkele eenvoudige regels van fonetische verandering die waargenomen zijn in de Sinosfeer en grotendeels bestudeerd door William H. Baxter (1992). 
Het etnoniem en autoniem van het Lao-volk (lǎo 獠) samen met het etnoniem Gelao (Gēlǎo 仡佬), een Kra-volk verspreid van Guizhou (China) tot Noord-Vietnam, en het Sino-Vietnamese 'Jiao' zoals in Jiaozhi (jiāo zhǐ 交趾), de door de oude Chinezen gegeven naam van Noord-Vietnam, zou voortgekomen zijn uit het Austroaziatische *k(ə)ra:w 'menselijk wezen'.
lǎo 獠 < MC lawX < OC *C-rawʔ [C.rawˀ]
jiāo 交 < MC kæw < OC *kraw [k.raw]
Het etymon *k(ə)ra:w zou ook het etnoniem Keo/ Kæw kɛːw A1 hebben opgeleverd, een tegenwoordig enigszins denigrerende naam die door de Tai sprekende volkeren aan de Vietnamezen is gegeven. In feite was Keo/Kæw kɛːw A1 een exonym dat werd gebruikt om te verwijzen naar Tai sprekende volkeren, zoals in het epos van Thao Cheuang, en werd pas later toegepast op de Vietnamezen. In Pupeo (Kra-tak) wordt kew gebruikt om de Tay (Centrale Tai) van Noord-Vietnam te noemen.
De naam "Lao" wordt bijna uitsluitend gebruikt door de meerderheidsbevolking van Laos, het Lao-volk en twee van de drie andere leden van de Lao-Phutai-onderfamilie van Zuidwestelijk-Tai: Isaan-sprekers (af en toe), de Nyaw of Yaw en de Phu Thais.
De Zhuang in China vormen geen autonieme eenheid: in verschillende gebieden in Guangxi noemen ze zichzelf pow C2 ɕu:ŋ B2, pʰo B2 tʰaj A2, pow C2 ma:n A2, pow C2 ba:n C1, of pow C2 lawA2, terwijl die in Yunnan de volgende autoniemen gebruiken: pu C2 noŋ A2, bu B2 daj A2, of bu C2 jaj C1 (= Buyi, bùyi 布依). De Zhuang vormen evenmin een taalkundige eenheid, omdat de Chinese autoriteiten tot deze groep een aantal verschillende etnische groepen rekenen, zoals de Lachi die een Kra-taal spreken.
De Nung die aan beide zijden van de Chinees-Vietnamese grens wonen, hebben hun etnoniem afgeleid van de clannaam Nong (儂 / 侬), wiens dragers wat nu Noord-Vietnam en Guangxi domineerden in de 11e eeuw na Christus. In 1048 kwam een Nong-generaal, Nong Zhigao, in opstand tegen de Annamese heerschappij en marcheerde vervolgens naar het oosten om Guangzhou te belegeren in 1052.
Een andere naam die wordt gedeeld tussen de Nung, de Tay en de Zhuang die langs de Chinees-Vietnamese grens wonen, is Tho, wat letterlijk autochtoon betekent. Deze term werd echter ook toegepast op het Tho-volk, een aparte groep van inheemse sprekers van Vietische talen, die onder invloed zijn gekomen van de Taicultuur.

## Geschiedenis

Kaart met een taalkundige stamboom van de Tai-Kadai-familie. Deze kaart toont alleen een algemeen migratiepatroon van Tai sprekende stammen, geen specifieke routes, die langs de rivieren en over de lagere bergpassen zouden zijn gekronkeld.

De Tai-volkeren uit begonnen in het eerste millennium n.Chr. naar het zuidwesten te trekken vanuit Guangxi en verspreidden zich uiteindelijk over het hele vasteland van Zuidoost-Azië. Gebaseerd op de lagen van Chinese leenwoorden in het proto-Zuidwestelijk Tai en ander historisch bewijs, stelt Pittayawat Pittayaporn (2014) voor dat de zuidwestelijke migratie van Tai sprekende stammen van het moderne Guangxi en Noord-Vietnam naar het vasteland van Zuidoost-Azië ergens tussen de 8e en 10e eeuw moet hebben plaatsgevonden Tai sprekende stammen migreerden zuidwestwaarts langs de rivieren en over de lagere passen naar Zuidoost-Azië, misschien opgedreven door de Chinese expansie en onderdrukking. Chinese historische teksten vermelden dat in 722 n.Chr. 400.000 'Lao' in opstand kwamen en zich achter Mai Thúc Loan schaarden, die zichzelf tot koning van Nanyue in Guangdong uitriep. Na de opstand van 722 werden er zo'n 60.000 onthoofd. In 726, na het neerslaan van een opstand door een 'Lao'-leider in het huidige Guangxi, werden meer dan 30.000 rebellen gevangengenomen en onthoofd. In 756 trok een nieuwe opstand 200.000 volgelingen en duurde vier jaar. In de jaren 860 kozen veel lokale mensen in wat nu Noord-Vietnam is de kant van de aanvallers uit Nan Chao, en in de nasleep werden zo'n 30.000 van hen onthoofd. In de jaren 1040 kwamen een machtige matriarch-medicijnvrouw genaamd A Nong, haar voornaamste echtgenoot, en hun zoon, Nong Zhigao, in opstand, namen Nanning in, belegerden Guangzhou gedurende zevenenvijftig dagen en doodden de commandanten van vijf Chinese legers die tegen hen werden gestuurd voordat ze werden verslagen, en veel van hun leiders werden gedood. Als gevolg van deze drie bloedige eeuwen begonnen de Tai naar het zuidwesten te migreren.
In hun nieuwe thuis in Zuidoost-Azië, werden de Tai beïnvloed door de Khmer en de Mon en vooral het boeddhistische India.

## Talen

Kaart van het Chinese Laagland aan het begin van de Periode van de Strijdende Staten in de 5e eeuw voor Christus, met de locaties van de staten Chu, Wu en Yue.

De Tai-talen die tegenwoordig worden gesproken, gebruiken een grote verscheidenheid aan schriften, van Chinese karakters tot Abugida-schriften. De grote diversiteit aan Kra-Dai-talen in Zuid-China wijst mogelijk op de oorsprong van de Kra-Dai-taalfamilie in Zuid-China. De Tai-tak verhuisde pas rond 1000 na Christus richting het zuiden naar Zuidoost-Azië. Epigrafische materialen van Chu-teksten vertonen duidelijke substraatinvloeden, voornamelijk van Tai-Kadai, en een paar items van Austroaziatische en Hmong-Mien-oorsprong.

### Externe relaties
In een artikel dat in 2004 werd gepubliceerd, veronderstelde taalkundige Laurent Sagart dat de proto-Tai-Kadai-taal is ontstaan als een Austronesische taal die migranten van Taiwan naar het vasteland van China brachten. Daarna werd de taal sterk beïnvloed door lokale talen van Sino-Tibetaans, Hmong-Mien, of andere taalfamilies, door het lenen van veel vocabulair en het typologisch convergeren met deze talen. Later introduceert Sagart (2008) een op cijfers gebaseerd model van Austronesische fylogenie, waarin Tai-Kadai wordt beschouwd als een latere vorm van FVTK (Formosaanse Voorouder van Tai-Kadai). een tak van Austronesisch behorend tot subgroep Puluqic ontwikkeld in Taiwan, waarvan de sprekers rond de tweede helft van het 3e millennium voor Christus terug naar het vasteland migreerden, zowel naar Guangdong, Hainan als naar noordelijk Vietnam. Bij hun aankomst in deze regio ondergingen ze taalkundig contact met een onbekende populatie, wat resulteerde in een gedeeltelijke relexificatie van de FVTK-woordenschat. Aan de andere kant ondersteunt Weera Ostapirat een gecoördineerde relatie tussen Tai-Kadai en Austronesisch, gebaseerd op een aantal fonologische overeenkomsten. De volgende zijn Tai-Kadai en Austronesische lexicale items die het genetische verband tussen deze twee taalfamilies laten zien:
| Woord        | PAN          | PTK      | Tai   | Kam-Sui   | Hlai      | Kra (Laha) |
| ------------ | ------------ | -------- | ----- | --------- | --------- | ---------- |
| Water        | *daNum       | *(C)aNam | nam   | nam       | nom       | —          |
| Tand         | *nipen       | *lipan   | fan   | wjan      | phen      | pan (G)    |
| Neus         | *ijuŋ (PMP)  | *(ʔ)idaŋ | daŋ   | ʔnaŋ      | doŋ       | daŋ        |
| Levend, rauw | *qudip       | *Kud-    | dip   | ʔdjup     | ri:p      | kthop (Tm) |
| Scheet       | *qe(n)tut    | *Kət-    | tot   | tət       | thu:t     | tut (By)   |
| Pittig       | *paqiC       | —        | phet  | —         | geȶ       | pat        |
| Vogel        | *manuk (PMP) | *maN-    | nok   | nok       | no:k (Bd) | nok        |
| Taro         | *biRaq       | —        | phɯak | ʔɣaak     | ge:k (Bd) | haak       |
| Huilen       | *Caŋis       | —        | hai   | ʔɲe       | ŋei       | ɲit        |
| Ster         | *qalejaw     | *Kada:w  | daaw  | ʔdaau (M) | ra:u      | —          |
| Vuur         | *Sapuy       | *(C)apuj | fai   | wi        | pei       | pəi        |
| Navel        | *pudeR       | —        | dɯɯ   | ʔdaa      | reɯ       | dau        |
| Hoofdluis    | *kuCu        | *KuTu:   | hau   | tu        | tshou     | tou        |
| Oog          | *maCa        | *maTa:   | taa   | daa       | tsha      | taa        |

| Woord      | PAN       | PTK      | Tai  | Kam-Sui  | Hlai     | Kra (Laha) |
| ---------- | --------- | -------- | ---- | -------- | -------- | ---------- |
| Ik         | *aku      | *aku:    | kuu  | —        | hou (Bd) | kuu (By)   |
| Jij        | *kamu     | —        | mɯŋ  | maa      | meɯ      | maa (By)   |
| Been       | *paqa     | *paq-    | khaa | qaa      | ha (Ts)  | kaa        |
| Ontlasting | *Caqi     | —        | khii | qe       | hai      | kai        |
| Hand       | *(qa)lima | *(C)imɤ: | mɯɯ  | mjaa     | meɯ      | maa        |
| Beer       | *Cumay    | *Tum-    | mii  | ʔmi      | mui      | me         |
| Otter      | *Sanaq    | —        | naak | —        | na:ʔ     | —          |
| Dit        | *i-ni     | —        | nii  | naai     | nei      | nəi        |
| Sesam      | *leŋa     | —        | ŋaa  | ʔŋaa     | keɯ (Bd) | ŋaa (By)   |
| Schouder   | *qabaRa   | *Kab-    | baa  | wie (Lk) | va       | baa        |
| Zwart      | *tidem    | —        | dam  | ʔnam     | dom      | ʔdam (By)  |
| Speeksel   | *ŋalay    | —        | laai | ŋwee (K) | la:i     | laai (By)  |
| Hoofd      | *qulu     | *Kuɭ-    | klau | kɣo (Ml) | rau      | —          |
| Zuur       | *qa(l)sem | *Kəts-   | som  | fum      | —        | —          |

- PAN = proto-Austronesisch, PMP = proto-Malayo-Polynesisch, PTK = proto-Tai-Kadai
- M = Mak, Bd = Hlai van Baoding, G = Gelao, Tm = ?, Door = Buyang, Lk = Lakkja, K = Kam, Ml = Mulam, Ts = Hlai van Tongshi
- Ostapirat (2013:3-8) leverde geen volledig gereconstrueerde vormen voor veel van de proto-Tai-Kadai-lexicale items die in de bovenstaande tabellen worden genoemd

Verspreiding van talen in het oude Oost-Azië voorgesteld door J. Marshall Unger (2013), waaronder pre-Austronesisch/Austro-Tai.

Het verband tussen Austronesisch en Tai-Kadai is ook te vinden in enkele veel voorkomende culturele praktijken. Roger Blench (2008) toont aan dat tandafwrijving, gezichtstatoeages, zwart maken van tanden en slangenculten worden gedeeld door de Taiwanese Austronesische volken en Tai-Kadai-bevolking in Zuid-China.

## Genetica
Tai-volkeren hebben meestal hoge frequenties van Y-DNA haplogroep O-M95 (inclusief de O-M88-subclade, die ook met hoge frequentie is gevonden onder Vietnamezen en onder de Kuy in Laos, waar ze ook bekend staan als Suy, Soai, of Souei, en Cambodja), matige frequenties van Y-DNA haplogroep O-M122 (vooral de O-M117 subclade, zoals sprekers van Tibeto-Birmaanse talen), en matige tot lage frequenties van haplogroep O-M119. Er wordt aangenomen dat de O-M119 Y-DNA haplogroep wordt geassocieerd met zowel het Austronesische volk als de Tai. De prevalentie van Y-DNA haplogroep O-M175 onder Austronesische en Tai-volkeren suggereert een gemeenschappelijke afkomt met sprekers van de Austroaziatische, Sino-Tibetaanse en Hmong-Mien- talen zo'n 30.000 jaar geleden in China (Haplogroep O (Y-DNA)).  Y-DNA haplogroep O-M95 wordt in hoge frequentie gevonden onder de meeste Tai-volkeren, wat een eigenschap is die ze delen met de naburige etnische Austroaziatische volkeren evenals Austronesische volkeren op het vasteland van Zuidoost-Azië (bijv. de Cham in de provincie Bình Thuận in Vietnam, de Jarai in de provincie Ratanakiri in Cambodja, de Giarai en Ede in de regio van de Centrale Hooglanden), Maleisië, Singapore en West-Indonesië. Y-DNA haplogroepen O-M95, O-M119 en O-M122 zijn allemaal subclades van O-M175, een genetische mutatie die naar schatting ongeveer 40.000 jaar geleden ergens in China is ontstaan.
Een recente genetische en taalkundige analyse in 2015 toonde een grote genetische homogeniteit aan tussen Kra-Dai-sprekende mensen, wat wijst op een gemeenschappelijke afkomst en een grote vervanging van voormalige niet-Kra-Dai-groepen in Zuidoost-Azië. Kra-Dai populaties staan genetisch het dichtst bij Zuid-Chinese en Taiwanese populaties.

## Sociale organisatie
De Tai beoefenen een soort feodaal bestuur dat fundamenteel verschilt van dat van de Han-Chinezen, en speciaal is aangepast aan staatsvorming in etnisch en taalkundig diverse bergachtige omgevingen, gecentreerd rond valleien die geschikt zijn voor natte rijstteelt. Deze vorm van samenleving is zeer gelaagd.

## Lijst van Zuidwestelijke Tai-volkeren

### Noordelijke tak
- Shan
- Tai Ya
- Tai Nua
- Tai Hongjin
- Khamti
- Tai Laing
- Tai Phake
- Tai Aiton
- Khamyang
- Meitei
- Tai Ahom
- Turung
- Sapa

### Chiang Saen-tak
- Thais
- Noordelijk-Thais
- Lao
- Tai Daeng
- Tai Don
- Tai Hang Tong
- Tai Lu
- Tai Dam
- Khün
- Phuan
- Thai Song
- Tay Tac

### Zuidelijke tak
- Zuidelijk-Thai

### Zuidwestelijke Tai-groepen en namen in China
| Chinees                              | Pinyin                    | Tai Lu       | Tai Nua | Thais             | Conventioneel | Gebied(en)                             |
| ------------------------------------ | ------------------------- | ------------ | ------- | ----------------- | --- | -------------------------------------- |
| 傣仂 （西雙版納傣）                  | Dǎilè (Xīshuāngbǎnnà Dǎi) | [tai˥˩ lɯː˩] |         | ไทลื้อ              | Tai Lu, Tai Lue | Xishuangbanna (China)                  |
| 傣那 （德宏傣）                      | Dǎinà (Déhóng Dǎi)        | [tai˥˩ nəː˥] | tai le6 | ไทเหนือ, ไทใต้คง    | Tai Nüa, Northern Tai, Upper Tai, Chinese Shan                                                                            | Dehong (China); Burma                  |
| 傣擔                                 | Dǎidān                    | [tai˥˩ dam˥] |         | ไทดำ, ลาวโซ่ง, ผู้ไท | Tai Dam, Black Tai, Tai Lam, Lao Song Dam*, Tai Muan, Tai Tan, Black Do, Jinping Dai, Tai Den, Tai Do, Tai Noir, Thai Den | Jinping (China), Laos, Thailand        |
| 傣繃                                 | Dǎibēng                   | [tai˥˩pɔːŋ˥] |         | ไทเมา             | Tay Pong | Ruili, Gengma (China), langs de Mekong |
| 傣端                                 | Dǎiduān                   | [tai˥˩doːn˥] |         | ไทขาว             | White Tai, Tày Dón, Tai Khao, Tai Kao, Tai Don, Dai Kao, White Dai, Red Tai, Tai Blanc, Tai Kaw, Tày Lai, Thai Trang      | Jinping (China)                        |
| 傣雅                                 | Dǎiyǎ                     | [tai˥˩jaː˧˥] |         | ไทหย่า             | Tai Ya, Tai Cung, Cung, Ya                                                                                                | Xinping, Yuanjiang (China)             |
| 傣友                                 | Dǎiyǒu                    | [tai˥˩jiu˩]  |         | ไทแดง             | | Yuanyang (China), langs de Rode Rivier |
| * letterlijk "Lao [in] zwarte broek" |                           |              |         |                   | |                                        |